# Voodoo Child (Slight Return)
〈Voodoo Child (Slight Return)〉는 1968년 지미 헨드릭스 익스피리언스가 녹음한 곡으로, 그해 발매된 《Electric Ladyland》 음반의 마지막 트랙으로 등장한다. 즉흥 기타와 지미 헨드릭스의 보컬을 담고 있으며, 베이스의 노엘 레딩과 드럼의 미치 미첼이 후원한다. 이 곡은 헨드릭스의 가장 잘 알려진 곡 중 하나이다. 이 곡은 그의 생애 동안 그의 콘서트 공연의 특징이었고, 몇몇 라이브 연주가 녹음되어 이후 음반에 발표되었다.
트랙 레코드는 1970년 헨드릭스가 사망 후 〈Voodoo Chile〉라는 타이틀을 사용해 영국에서 싱글로 이 곡을 발매했다. 그것은 1970년 11월 15일 주 동안 1위를 차지하면서 헨드릭스의 영국 싱글 차트 1위 싱글이 되었다. 몇몇 아티스트들이 이 곡의 버전을 공연하거나 녹음했다. 《롤링 스톤》은 그것을 "역사상 가장 위대한 노래 500곡" 목록에 102위에 포함시켰다.

## 인증
| 국가                               | 인증 | 판매량/출하량 |
| ---------------------------------- | ---- | ------------- |
| 영국 (BPI)                         | 실버 | 250,000       |
| 판매량+스트리밍을 기반으로 한 인증 |      |               |